# 加沙干河

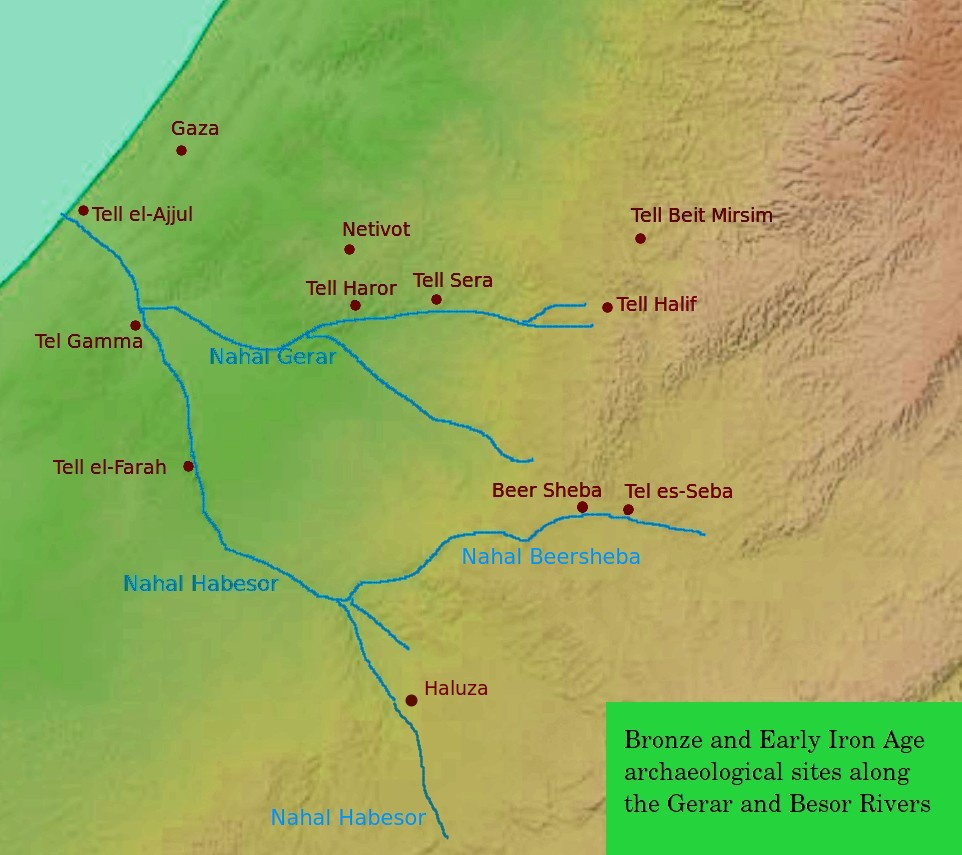
貝索爾河（“Nahal HaBesor”）擁有青銅器和早期鐵器時代遺址以及該地區的現代城鎮。

加沙干河是黎凡特的一条乾谷（干河）。加沙干河源頭位於斯代博克附近的博克山，最終在加沙地带阿尔扎赫拉附近流入地中海。该河流是内盖夫北部最大的河流，也是加沙地带唯一重要的水源。 。
這條河流是内盖夫北部最大的河流，與其最大的支流納哈爾杰拉爾河(Nahal Gerar)和貝爾謝巴河(Beersheba stream)一起向東延伸至沙漠中的斯德博克河(Sde Boker)、耶魯哈姆河(Yeruham)、迪莫納河、和阿拉德/特爾阿拉德河(Tel Arad)。 沿海含水層的加沙部分是加沙地帶唯一重要的水源。 加沙乾河穿過加沙谷濕地，截至2012年，它被用作廢水傾倒場。

## 歷史
在舊約中，加沙干河(比梭溪 Besor)是猶大最西南端的一條峽谷或小溪，大衛王的200名部下因虛弱而留下來，而另外400名則追擊亞瑪力人(撒母耳記上, 1 Samuel 30:9–10, 30:21)。
西元390年左右，一群來自西爾瓦努斯(Silvanus of Gaza)周圍塞提斯(Scetis))的修道士在水道沿岸的幾個隱士小室裡定居下來。 社區只會在星期六和星期日聚集進行集體祈禱和聚餐，並在一周內做各種體力勞動和祈禱 。
1951年至1954年間，耶魯漢姆大壩建在哈貝索爾河的支流之一上。
2023年10月，作為2023年以色列—哈馬斯戰爭的一部分，以色列命令當時居住在加沙幹河大橋以北的110萬人向南遷移。

## 外部連結
- Official website of the Tell el-Farah excavations, Nahal Besor. Claremont Graduate University. （页面存档备份，存于）

31°27′50″N 34°22′33″E / 31.46389°N 34.37583°E